# آنا ماريا ماتشادو
آنا ماريا ماتشادو (بالبرتغالية: Ana Maria Machado‏)‏ (24 ديسمبر 1941 في ريو دي جانيرو - ) صحفية، وكاتِبة، ورسامة، وروائية، وكاتبة للأطفال من البرازيل.

## الجوائز
- جائزة هانس كريستيان أندرسن
- جوائز الأمير كلاوس
- جائزة الجابوتي [الإنجليزية]‏
- وسام الاستحقاق الثقافي [الإنجليزية]‏